# Rushford (New York)
Rushford è un comune degli Stati Uniti d'America, situato nello stato di New York, nella contea di Allegany.